# مقاطعة روك (ولاية ويسكونسن)
مقاطعة روك هي مقاطعة في ويسكونسن، بلغ عدد سكانها 160٬331  نسمة، في 2010، عاصمتها جاينسفيل، ويسكنسن، تبلغ مساحتها 1٬881 كيلومتر مربع.

## الموقع
تشترك في الحدود مع:
- مقاطعة دان
- مقاطعة بون، إلينوي
- مقاطعة واشبرن
- مقاطعة والورث
- مقاطعة غرين
- مقاطعة جيفرسون
- مقاطعة وينيباغو، إلينوي.

## التقسيمات الإدارية
- جاينسفيل، ويسكنسن.